# Sonet 21 (William Szekspir)

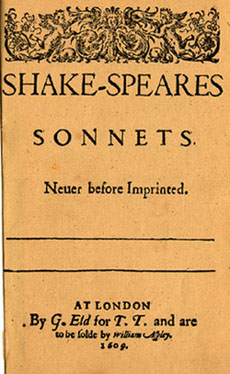
Strona tytułowa pierwszego wydania sonetów Shakespeare’a

Sonet 21 (Natchnienie muzy mej nie jest podobne) – jeden z cyklu sonetów autorstwa Williama Shakespeare’a.

## Treść
Utwór ten podkreśla piękno tajemniczego młodzieńca, jednocześnie zaznaczając, że nie posuwa się w tych komplementach za daleko: Ja nie wychwalam, bowiem sprzedać nie chcę.